# Hôtel du Golf de Royan
L'hôtel du Golf est l'un des plus importants hôtels de luxe de la ville de Royan durant la période de l'entre-deux-guerres. Édifié dès 1856, il fut le premier bâtiment construit dans le quartier de Pontaillac. 
Pendant l'occupation allemande, il abrite l'état-major de la Marine du Reich (Kriegsmarine) pour le golfe de Gascogne. Le 17 avril 1945, le contre-amiral Hans Michahelles, commandant d'une forteresse de Gironde-Nord (poche de Royan) assiégée par les forces alliées, y fait hisser le drapeau blanc, marquant symboliquement la reddition de la ville. Rénové après-guerre, c'est aujourd'hui une résidence de standing Le Golf.

## Historique du bâtiment
La partie centrale de cet imposant immeuble constitue la villa de Jean Lacaze, un promoteur qui contribue à l'urbanisation de Pontaillac, un quartier situé dans la partie occidentale de la commune de Royan. La villa d'origine, édifiée en 1856, est la première demeure à être bâtie dans un quartier qui se limite alors à un massif dunaire couvert de forêts et entouré de marais. Lors de la cérémonie de pose de la première pierre, l'entrepreneur Fidèle Bouyard, chargé des travaux, remet une truelle d'argent à quelques invités choisis par Jean Lacaze : il s'agit par ce geste de symboliser la fondation, non d'une simple villa, mais d'une station balnéaire moderne et se voulant indépendante : Pontaillac.
Après le décès de Jean Lacaze, son fils Athanase décide de vendre la villa à un hôtelier, Jean Chanut et son épouse, Suzanne Chanut, née Bohart. Celui-ci fait modifier en profondeur la structure du bâtiment en faisant appel à l'entrepreneur local Maurice Senusson. Autrefois limitée à une demeure quadrangulaire à deux niveaux, cantonnée de quatre tours d'angle formant autant de belvédères, le nouveau propriétaire fait ajouter un étage, caractérisé par de larges baies laissant abondamment passer la lumière. Les tours sont également surélevées et couronnées de dômes en ardoise. Enfin, une nouvelle aile est adjointe au bâtiment d'origine : formant un quadrilatère à trois niveaux, celle-ci est surmontée d'un toit-terrasse et est terminée dans sa partie sud-ouest par une cinquième tour, elle aussi couronnée d'un dôme en ardoise. 
Les travaux, débutés en 1927, se poursuivent jusqu'en 1930.
Nommé Hôtel de l'Europe en 1870, il est rebaptisé Hôtel du Golf dans les années 1930. Le guide Michelin de 1937 accorde au « Golf Hôtel » la classification d'« hôtel très confortable » et une étoile culinaire et précise 120 chambres équipées d'eau courante chaude et froide avec bidet à eau courante et 15 chambres avec salle de bain attenante avec WC. Les salles de bain communes sont au nombre de 18. 5 places de garage sont offertes au prix de 5 à 10 fr; 4 box au prix de 8 à 15 fr. Le prix des chambres s'étage de 20 à 80 fr.
L'hôtel est entouré d'un parc donnant sur la plage de Pontaillac, l'une des plus huppées de la ville à cette époque. 
Transformé en résidence après guerre, cet immeuble témoigne du luxe des grands hôtels d'avant-guerre.

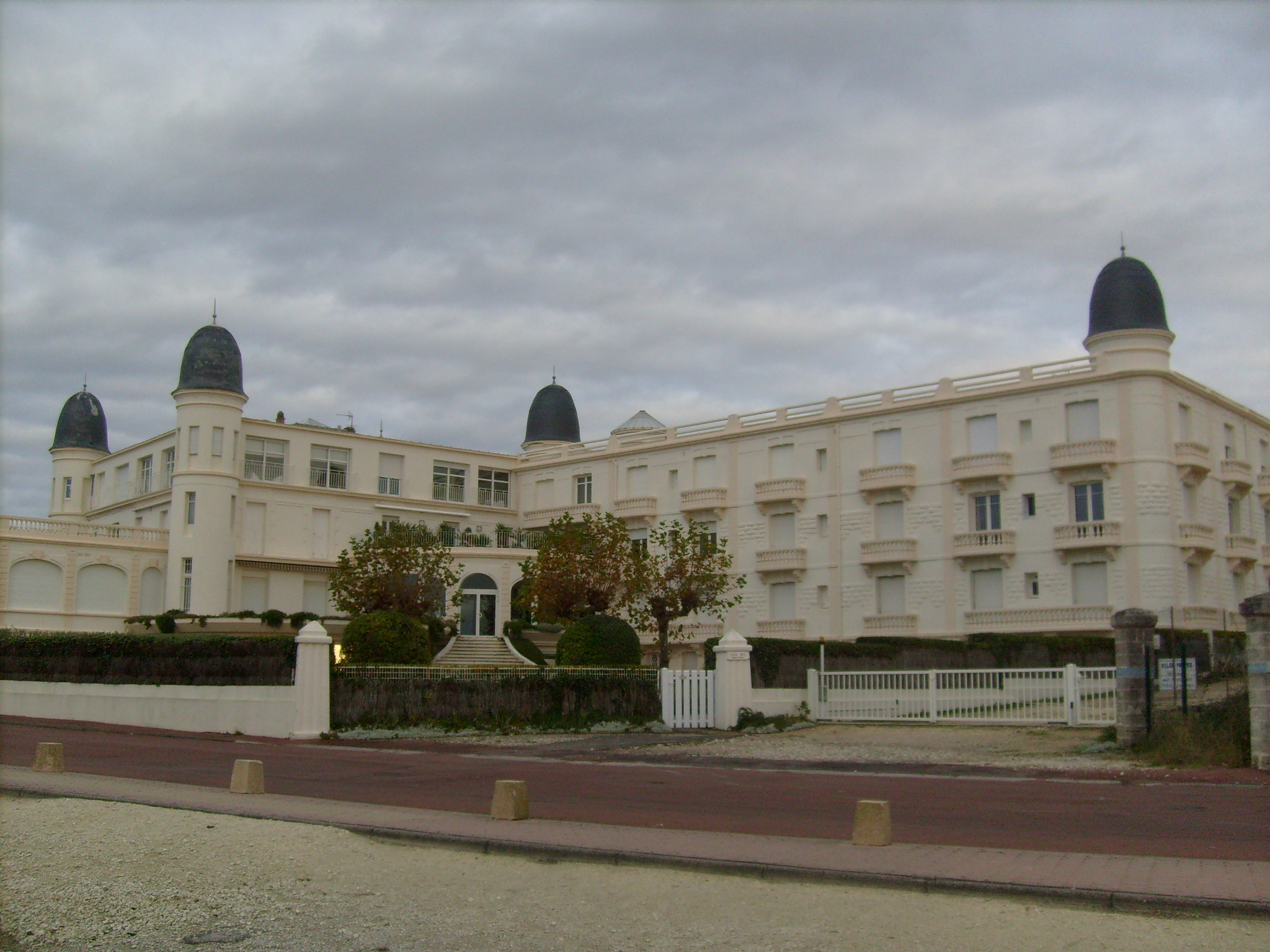